# Lanvellec
Lanvellec (bret. Lanvaeleg) – miejscowość i gmina we Francji, w regionie Bretania, w departamencie Côtes-d’Armor.
Według danych na rok 1990 gminę zamieszkiwały 594 osoby, a gęstość zaludnienia wynosiła 31 osób/km² (wśród 1269 gmin Bretanii Lanvellec plasuje się na 783. miejscu pod względem liczby ludności, natomiast pod względem powierzchni na miejscu 520.).